# غفور یوسفیانی
غفور یوسفیانی (زاده ۱۳۰۶ – درگذشته ۱۳۹۶) مهندس نفت، نماینده شرکت ملی نفت ایران در ژاپن و عضوِ هیئت مدیره اوپک (سازمان کشورهای صادرکننده نفت) بود.

## خانواده و تحصیلات
غفور یوسفیانی در ۲۹ اسفند ۱۳۰۶، نخستین فرزند میرزا احمد یوسفیانی در یک خانواده ایرانیِ کرد تبار، اهل سقز، در این شهر متولد شد. او تحصیلات اولیه خود را در سقز و پس از آن در سال ۱۳۲۶ دیپلم رشته ریاضی را از شبانه روزیِ کالج جُردن (دبیرستان البرز) در تهران که به سرپرستی محمدعلی مجتهدی می‌بود دریافت نمود. او در سال ۱۳۳۷ پایه مهندسی خود را در رشته «اکتشافات و استخراج نفت» از دانشکده نفت آبادان دریافت و پس از چند سال خدمت در شرکت ملی نفت ایران، دوره هایِ فوق لیسانس و تخصصی را در هلند و انگلیس طی نمود.

## سوابق کاری
در سال ۱۳۳۸ (میلادی ۱۹۵۸)، زمانی که در مرکزِ مهندسی پتروشیمیِ پالایشگاه آبادان را به اشتغال بود، در مهندسی نفت نوآوریهایی تدارک دید. از این جمله فرمولاسیونِ روشِ نوین در پالایشِ JP4 - Jet Fuel است که تا سال ۱۹۹۵ برای سوخت جت‌های جنگنده بکار می‌رفت، همچنین نامبرده در سال ۱۳۴۰ (میلادی ۱۹۶۰) برای نخستین بار در دنیا کاربردِ «مغز الکترونیک» (کامپیوتر) را در اتوماسیون و کنترلِ پالایش و تولیداتِ پتروشیمی در صنعت نفت ایران رواج داد.
یوسفیانی در اواخر دهه ۱۳۴۰، اولین ریاست دفترِ نمایندگیِ شرکت ملی نفت ایران را در خاور دور (توکیو، ژاپن) عهده‌دار شد که آغاز دوره گسترش و توسعه روابطِ استراتژیکِ نفتی ایران با بازارهای خاور دور بود. او بنیانگذار «انجمن انرژی و اقتصادی ایران - ژاپن - کره» و همچنین نخستین ریاست این سازمان را داشت و پس از پایان یافتن دوره مأموریت وی در ژاپن، از ۱۳۵۳ تا ۱۳۵۸، ریاست دفترِ اوپکرا در شرکتِ ملی نفت ایران در دست داشت. او همزمان چهار دوره عضویت در شورایِ حکام اوپک را در وین، اتریش، داشت که در آن سمت وی ریاستِ هیئت ایران را در اوپک و معاون جمشید آموزگار را نیز دارا بود.
پس از انقلاب او پژوهش و طراحیِ پروژه‌های نفتی خود را ادامه داد و در سال ۱۳۷۶ نوآوری‌هایی را در متدلوژی پالایش برای ایجاد خود کفایی ایران و حذف واردات فرآورده‌های نفتی از طریق نشر و سخنرانی در ایران ارائه داد.

## گروگانگیری بدست «کارلوس شغال»
در سال ۱۳۵۴ (دسامبر ۱۹۷۵) او همراه با جمشید آموزگار، زکی یمانی (وزیر نفت عربستان سعودی) و ۱۲ وزیر نفت دیگر در حمله تروریستیِ ایلیچ رامیرز سانچز معروف به «کارلوس شغال» به مرکز اوپک در وین، که چند تن کشته به جای گذارد، بمدت چند روز و پس از پرواز به چند کشور، گروگان گرفته شد. سر انجام با میانجیگریِ رئیس جمهورِ وقتِ الجزیره هواری بومدین و پرداخت ۶۰ میلیون دلار از سوی دولتهای ایران و عربستان سعودی، گروگان‌گیری در الجزیره به پایان رسید.

## پس از انقلاب ۱۳۵۷
او پس از انقلاب ۱۳۵۷ از سویِ دادستانِ کل انقلاب اسلامی به جرم «روابط با بیگانگان، سازمانها و دولِ خارجی و پیشبُرد سیاستهای حکومت پهلوی» محکوم به هشت سال زندان در قزل حصار شد. سالیانِ پس از اتمام حکمِ زندانی را او در ایران و برای مدت زمانی هم در آمریکا به سر برد و سال ۱۳۹۶ (میلادی ۲۰۱۸) در سن ۹۰ سالگی از بیماریِ آلزایمر در تهران درگذشت و در آرامگاه روستای دوزخدره (به کردی: دوزه غره) در شهرستان سقز به خاک سپرده شد.

## زندگی شخصی
سوارکاری یکی از علاقه هایِ شخصیِ او بود. وی در دورانِ جوانی سوارکاری را در کردستان آموخت که در دورانِ اقامتش برای تحصیل و اشتغال در آبادان، به پرورشِ اسب‌های خود در باشگاه سوارکارانِ آبادان و شرکت در رقابتهایِ باشگاهی و بین‌المللی ادامه یافت. او در چوگان، پرشِ مانع و درِساژ تخصص داشت.
او دو بار ازدواج کرد که حاصل آن، دو فرزند با نام‌های مهرداد (از مستانه پرورش، نوه پیرزاده نائینی) و احمدعلی (از کیهان معتضدی، فرزند خان بابا معتضدی) می‌باشند.